# Callanish
Callanish, schottisch-gälisch Calanais, ist eine Ortschaft auf der schottischen Hebrideninsel Lewis and Harris.

## Lage
Callanish liegt im Westen von Lewis, dem Nordteil der Doppelinsel Lewis and Harris, am Kopf des Loch Roag an der Einfahrt in die Nebenbucht Loch Kinhoulavig. Gegenüber im Loch Roag befindet sich die unbewohnte Insel Kealasay. Die nächstgelegenen Ortschaften sind das zwei Kilometer nördlich gelegene Breasclete, der 1,5 Kilometer südlich gelegene Weiler Linshader sowie die Siedlung Garrynahine 2,5 Kilometer südöstlich. Stornoway, der Hauptort der Insel, befindet sich 21 Kilometer östlich. Dort beginnt auch die Callanish tangierende A858, die bis Barvas die Ortschaften entlang der Nordwestküste von Lewis an das Straßennetz anschließt.

## Geschichte
Die Umgebung weist frühe Besiedlungsspuren auf. Insbesondere ist hier die steinzeitliche Megalithanlage von Callanish hervorzuheben, die zu den bedeutendsten des Vereinigten Königreichs zählt.
Callanish entwickelte sich als Crofter-Siedlung. Auf der ersten Karte der Ordnance Survey der Region aus dem Jahre 1853 sind in Callanish 32 bedachte, ein teilweise bedachtes sowie zwölf unbedachte Gebäude verzeichnet. Von letzteren lagen mindestens sechs als Ruinen vor. Ein Gebäude ist als Gaststätte ausgezeichnet. Die heute denkmalgeschützten Tea Rooms entstanden hingegen durch Umbau eines im inseltypischen Stil vorliegenden Black House.
1961 lebten 136 Personen in Callanish. Bis 1971 war die Einwohnerzahl auf 124 gesunken.